# Discografia de Izzy Stradlin
A discografia do músico estadunidense Izzy Stradlin é composta por onze álbuns de estúdio, dois EPs, três coletâneas e dois álbuns ao vivo.

## Álbuns de estúdio
| 1992                                                         | Izzy Stradlin and the Ju Ju Hounds - Lançado: 13 de outubro de 1992 - Gravadora: Geffen - Formatos: | 102 | 42 |
| 1998                                                         | 117° - Lançado: 9 de março de 1998 - Gravadora: Geffen - Formatos:                                  | —   | —  |
| 1999                                                         | Ride On - Lançado: Dezembro de 1999 - Gravadora: Universal Victor - Formatos:                       | —   | —  |
| 2001                                                         | River - Lançado: Maio de 2001 - Gravadora: Sanctuary - Formatos:                                    | —   | —  |
| 2002                                                         | On Down the Road - Lançado: 21 de agosto de 2002 - Gravadora: JVC Victor - Formatos:                | —   | —  |
| 2005                                                         | Like a Dog - Lançado: outubro de 2005 - Gravadora: Internet release - Formatos:                     | —   | —  |
| 2007                                                         | Miami - Lançado: Maio de 2002 - Gravadora: iTunes - Formatos:                                       | —   | —  |
| 2007                                                         | Fire, the Acoustic Album - Lançado: Novembro de 2007 - Gravadora: iTunes - Formatos:                | —   | —  |
| 2008                                                         | Concrete - Lançado: Julho de 2008 - Gravadora: iTunes - Formatos:                                   | —   | —  |
| 2009                                                         | Smoke - Lançado: Dezembro de 2009 - Gravadora: iTunes - Formatos:                                   | —   | —  |
| 2010                                                         | Wave of Heat - Lançado: Julho de 2010 - Gravadora: iTunes - Formatos:                               | —   | —  |
| "—" denota lançamentos que não foram liberados naquele país. | |     |    |

## Extended Plays
| 1992                                                         | Pressure Drop - Lançado: 1992 - Gravadora: Geffen - Formatos: | — |
| "—" denota lançamentos que não foram liberados naquele país. |                                                               |   |

## Álbuns ao vivo
| 1993                                                         | Izzy Stradlin and the Ju Ju Hounds Live - Lançado: 21 de julho de 1993 - Gravadora: Geffen - Formatos: | — |
| "—" denota lançamentos que não foram liberados naquele país. | |   |

## Singles
| 1992                                                         | "Shuffle It All"    | — | 6  | — | Izzy Stradlin and the Ju Ju Hounds |
| 1993                                                         | "Somebody Knockin'" | — | 13 | — | Izzy Stradlin and the Ju Ju Hounds |
| "—" denota lançamentos que não foram liberados naquele país. |                     |   |    |   |                                    |

## Aparições em álbuns

### com o Guns N' Roses
| 1987                                                         | Appetite for Destruction - Lançado: 21 de julho de 1987 - Gravadora: Geffen (#24148) - Formatos: CD, LP, CS | 1 | 7  | 3  | 3  | 16 | 11 | 5  | 32 | 7  | 5  | - US: 18× Platinum - UK: 2× Platinum - GER: Platinum - CAN: Diamond |
| 1988                                                         | G N' R Lies - Lançado: 29 de novembro de 1988 - Gravadora: Geffen (#24198) - Formatos: CD, LP, CS           | 2 | 18 | 10 | 13 | 37 | —  | 14 | 7  | 15 | 22 | - US: 5× Platinum - UK: Gold - GER: Gold                            |
| 1991                                                         | Use Your Illusion I - Lançado: 17 de setembro de 1991 - Gravadora: Geffen (#24415) - Formatos: CD, LP, CS   | 2 | 2  | 2  | 1  | 5  | 28 | 3  | 3  | 3  | 2  | - US: 7× Platinum - UK: Platinum - GER: 2× Platinum - CAN: Diamond  |
| 1991                                                         | Use Your Illusion II - Lançado: 17 de setembro de 1991 - Gravadora: Geffen (#24420) - Formatos: CD, LP, CS  | 1 | 1  | 1  | 1  | 3  | 29 | 2  | 4  | 2  | 1  | - US: 7× Platinum - UK: Platinum - GER: 5× Gold - CAN: 9× Platinum  |
| "—" denota lançamentos que não foram liberados naquele país. | |   |    |    |    |    |    |    |    |    |    |                                                                     |

### com o Hollywood Rose
| 2004                                                         | The Roots of Guns N' Roses - Lançado: 1 de junho de 2004 - Gravadora: Cleopatra - Formatos: | — |
| "—" denota lançamentos que não foram liberados naquele país. |                                                                                             |   |